# Vivaneau têtu
Lutjanus sanguineus
Espèce
Le Vivaneau têtu (Lutjanus sanguineus) est une espèce de poisson de la famille des Lutjanidae
Adulte, il mesure en moyenne 70cm de long
Il vit dans les massifs de coraux ou de rochers depuis les côtes du Natal en Afrique du Sud jusqu'au sud de l'Inde y compris en Mer Rouge et sur les côtes malgaches.